# Tripla Intervenție
A nu se confunda cu Tripla Înțelegere, altă denumire pentru Antanta.

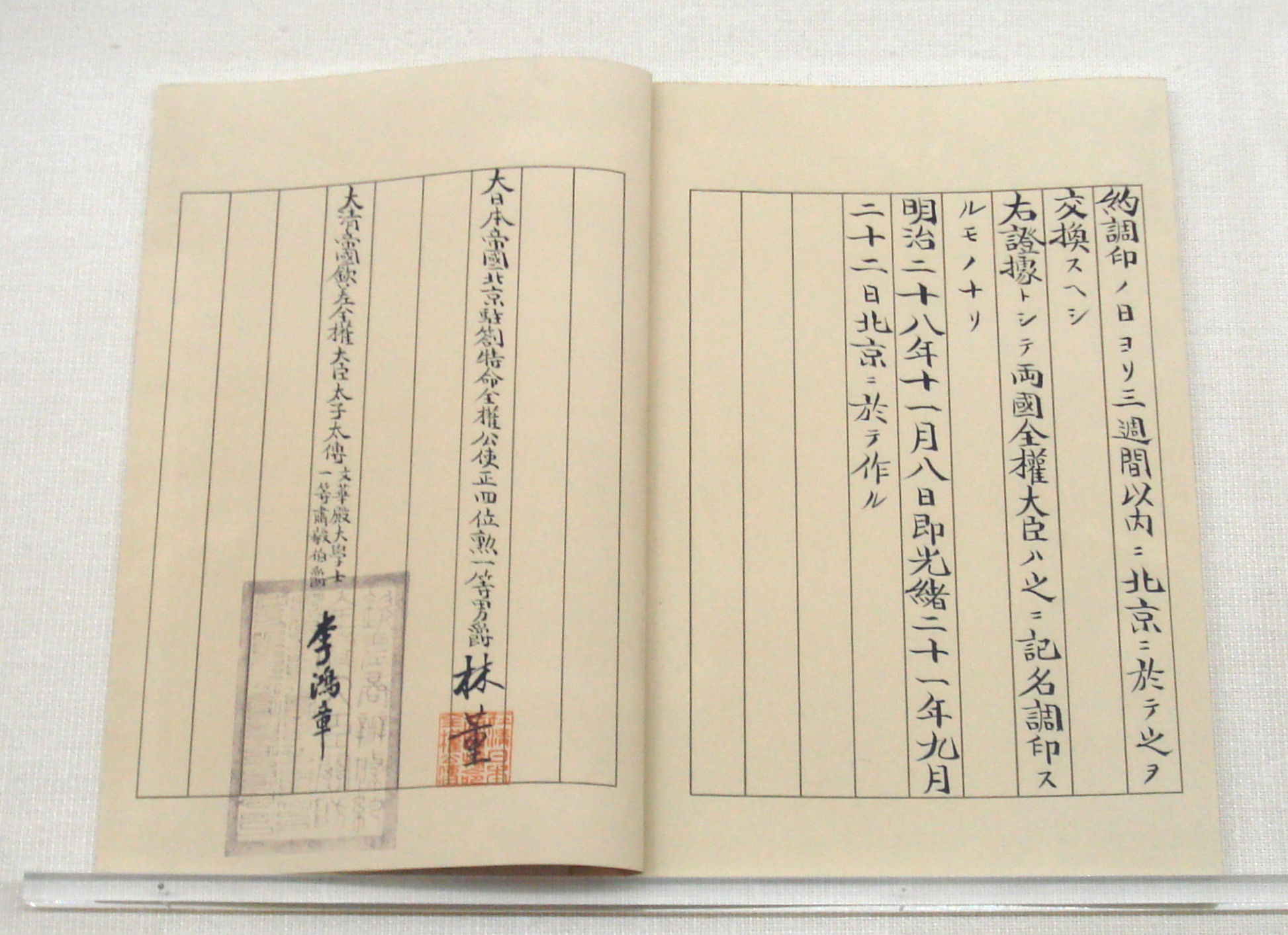
Convenția pentru retrocedarea Peninsulei Liaodong din 8 noiembrie 1895.

Intervenția Tripartită  ori Tripla Intervenție  (三国干渉 Sangoku Kanshō?) a fost o intervenție diplomatică a Rusiei, Germaniei și Franței de pe 23 aprilie 1895 asupra termenilor  Tratatului de la Shimonoseki semnat de Japonia și China , tratat care a pus capăt primului război chino-japonez. Reacția japonezilor la Tripla Intervenție a fost una dintre cauzele care au stat la baza Războiului Ruso-Japonez din 1904-1905.

## Tratatul de la Shimonoseki
Japonia a primit în urma încheierii păcii de la  Shimonoseki, Peninsula Liaodong, inclusiv orașul Port Arthur, pe care îl cucerise în timpul războilui cu China. 
Imediat după ce termenii tratului au devenit cunoscuți, Rusia, care avea interese importate în China, unde se străduia să își construiască o sferă de influență, și-a exprimat preocuparea cu privire la ocuparea de către Japonia a Peninsulei Liaodong și a impactului acestei modificări teritoriale asupra stabilității Chinei. Rusia a convins Franța și Germania să aplice presiuni diplomatice Japoniei pentru retrocedarea teritoriului către China în schimbul unei răscumpărări importante.

## Puterile europene
Rusia avea cel mai mult de câștigat din Tripla Intervenție. În anii care precedaseră evenimentul, Rusia își mărise încet dar sigur influență în Orientul Îndepărtat. Finalizarea construcției căii ferate transsiberiene și dobândirea unui port cu ape calde aveau să îi permită Rusiei să își consolideze prezența în regiune și să îi asigure condițiile pentru extinderea puterii în Asia și în regiunea Oceanului Pacific. Rusia nu se așteptase ca Japonia să fie victorioasă în conflictul cu China. căderea orașului port  Port Arthur în mâinile japonezilor aveau să îi submineze eforturile disperate ale rușilor pentru controlul în Orient a unui port cu ape libere de ghețuri pe tot parcursul anului.
Franța era obligată să sprijine Rusia în conformitate cu prevederile tratatului bilateral din 1892. Deși bancherii francezi aveau interese financiare importante în Rusia (în special în domeniul căilor ferate), Franța nu avea nicio ambiție teritorială în Manciuria, de vreme ce sfera sa de influență era în sudul Chinei. Francezii au avut de fapt relații cordiale cu japonezii: consilierii militari francezi au fost trimiși să antreneze armata japoneză și mai multe vase ale marinei japoneze au fost construite în șantierele navale franceze. Cu toate acestea, Franța nu dorea să fie izolată diplomatic, așa cum fusese anterior, în special având în vedere puterea tot mai mare a Germaniei.
Germania a avut două motive să sprijine Rusia. În primul rând, era dorința Berlinului de a păstra atența Rusiei îndreptată spre Orientul Îndepărtat și nu spre Europa, iar în al doilea rând să atragă sprijinul rușilor pentru obținerea de concesiuni teritoriale de către germani în China.  Germanii au sperat că sprijinul pentru poziția rușilor avea să îi facă pe aceștia în schimb să sprijine ambițiile coloniale ale Berlinului, care nu participase la „jocul” colonial de vreme ce se formase ca stat unitar doar de puțină vreme. 

## Urmări
Guvernul japonez a acceptat cu reticență intervenția, întrucât britanicii și americanii nu au intervenit diplomatic în sprijinul lor, iar Japonia nu era în măsură să reziste unui conflict simultan cu trei mari puteri europene. Cele trei puteri europene aveau deja desfășurate în Orientul Îndepărtat 38 de vase de război cu un deplasament de 95.000 t, în vreme ce Marina Imperială Japoneză dispunea de doar  31 de vase militare cu un deplasament total de 57.000 t.
Premierul Japoniei Itō Hirobumi, după ce guvernul său a încercat în zadar să obțină sprijinul SUA și Regatului Unit, a anunțat pe 5 mai 1895 retragerea forțelor japoneze din Peninsula Liaodong în schimbul unei indemnizații suplimentare de 30 milioane taeli (450 milioane de yeni). Ultimele trupe japoneze au părăsit peninsula în decembrie. 
Spre uimirea și consternarea japonezilor, Rusia a acționat aproape imediat pentru ocuparea întregii Peninsule Liaodong și în special pentru ocuparea și fortificarea orașului Port Arthur. Germania și-a asigurat controlul asupra concesiilor din Shandong, iar Franța și Marea Britanie au profitat de China slăbită pentru acapararea sub diverse pretexte a orașelor portuare și pentru a-și extinde sferele de influență.
Guvernul Japoniei a considerat că prin această intervenție a fost înșelat și i s-a furat o pradă de război câștigată la sfârșitul unui război victorios. Această umilință administrată de puterile europene a dus la întărirea ideologiei  Gashin Shōtan (臥薪嘗胆?). Tradusă ca „Stăruință în ciuda greutăților (de dragul răzbunării)”, numele acestei mișcării era derivată din expresia chineză wòxīnchángdǎn (臥薪嘗膽), tradus cuvânt cu cuvânt „dormind pe bețe și gustând fiere”, care face aluzie la rezistența regelui din Yue, Goujian, în lupta cu vecinii săi din regatul Wu. Pentru Japonia, această ideologie a însemnat creșterea industriei grele și întărirea forțelor armate, în special a marinei militare, pe seama cheltuielilor pentru nevoile populației. 
Tripla Intervenție a avut un efect profund asupra relațiilor externe ale Japoniei, diplomația niponă căutând după acest moment să evite reapariția vreunei alianțe a puterilor europene împotriva Japoniei. Primul rezultat a fost semnarea în 1902 a alianțe anglo-japoneze, care a fost creată în mod explicit să protejeze Japonia împotriva presiunilor sau amestecului marilor puteri europene, în mod special a Rusiei.